# Maria Laach am Jauerling
Maria Laach am Jauerling – gmina targowa w Austrii, w kraju związkowym Dolna Austria, w powiecie Krems-Land. Liczy 923 mieszkańców (1 stycznia 2014).